# Feldioara (gmina)
Feldioara – gmina w Rumunii, w okręgu Braszów. Obejmuje miejscowości Colonia Reconstrucția, Feldioara i Rotbav. W 2011 roku liczyła 6154 mieszkańców. 